# Petit lac Témiscamie
Petit lac Témiscamie är en sjö i Kanada.   Den ligger i regionen Nord-du-Québec och provinsen Québec, i den östra delen av landet, 700 km norr om huvudstaden Ottawa. Petit lac Témiscamie ligger 456 meter över havet. Arean är 14,2 kvadratkilometer. Den sträcker sig 15,6 kilometer i nord-sydlig riktning, och 7,8 kilometer i öst-västlig riktning.
I omgivningarna runt Petit lac Témiscamie växer i huvudsak barrskog. Trakten runt Petit lac Témiscamie är nära nog obefolkad, med mindre än två invånare per kvadratkilometer.